# Związek Rewolucyjny
Związek Rewolucyjny, sprzysiężenie powstańcze 1793-94 – tajne sprzysiężenie spiskowców cywilnych i wojskowych, przygotowujące powstanie zbrojne w oparciu o wszystkie warstwy narodu oraz liczące na pomoc rewolucyjnej Francji. Założone przez  Tomasza Maruszewskiego w maju 1793. Poprzedzone porozumieniami spiskowymi w 1792 w Koronie i na Litwie, kierowanymi m.in. przez Józefa Pawlikowskiego i Jakuba Jasińskiego. Związek dążył do pogłębienia reform Sejmu Czteroletniego a na przywódcę powstania wysuwał Tadeusza Kościuszkę. Przygotował i doprowadził do wybuchu insurekcji warszawskiej oraz powstania w Wilnie.
Członkami tej organizacji byli m.in. Andrzej Kapostas, mjr Michał Chomentowski, mjr Wojciech Greffen, kpt Grzegorz Ropp, kpt Erazm Mycielski, por. Maciej Kubicki i Jan Kiliński. Wkrótce też Związek Rewolucyjny wyłonił swoje władze naczelne - Radę Cywilną i Wojskową.